# Klášter (ort i Tjeckien, Karlovy Vary)
Klášter (tyska: Tepl Stift) är en ort i Tjeckien. Den ligger i regionen Karlovy Vary, i den västra delen av landet, 110 km väster om huvudstaden Prag. Antalet invånare är 131 (2011).